# دلفین فارست
دلفین فارست (فرانسوی: Delphine Forest‎؛ زادهٔ ۲۸ اوت ۱۹۶۶ - درگذشته ۳۱ ژانویه ۲۰۲۰) یک هنرپیشه اهل فرانسه بود.
از فیلم‌ها یا برنامه‌های تلویزیونی که وی در آنها نقش داشته‌است می‌توان به اروپا اروپا و نامزد اشاره کرد.